# La resurrezione dei morti o della carne
La resurrezione dei morti o della carne (latino: De resurrectione mortuorum o carnis) è un trattato polemico in difesa della dottrina cristiana scritto da Tertulliano intorno al primo decennio del III secolo. Quest'opera, insieme al De carne Christi, può essere ritenuta una continuazione della polemica antimarcionita tertullianea avanzata già nel Contro Marcione, qui però estesa anche ai pagani e ai Sadducei.

## Contesto
Tertulliano, nel capitolo finale del De carne Christi, affermò di voler affrontare il problema della resurrezione in una seconda opera; tale affermazione, dunque, andrebbe ad indicare che la stesura di questo trattato sia di poco posteriore a quella del De carne Christi.

## Contenuto
L'opera in questione è in gran parte incentrata sull'analisi di passi biblici, sia del Nuovo che dell'Antico Testamento, che riguardano il tema della resurrezione. Nonostante Tertulliano avesse già trattato nel De carne Christi le eresie di Valentino, Apelle e Marcione, nel presente trattato queste vengono ricordate all'inizio del testo, facendo presupporre che l'autore volesse ancora una volta ribadire le sue confutazioni contro di esse e, in particolare, quella riguardante l’esclusione della carne umana di Cristo dall’evento salvifico. L'importanza che Tertulliano attribuisce al problema della salvezza, indissolubilmente legato all'evento della crocifissione e della resurrezione, lo spinge a difendere la realtà della carne umana di Gesù, soggetta agli attacchi da parte dei pagani e degli eretici.